# Joseph Boze

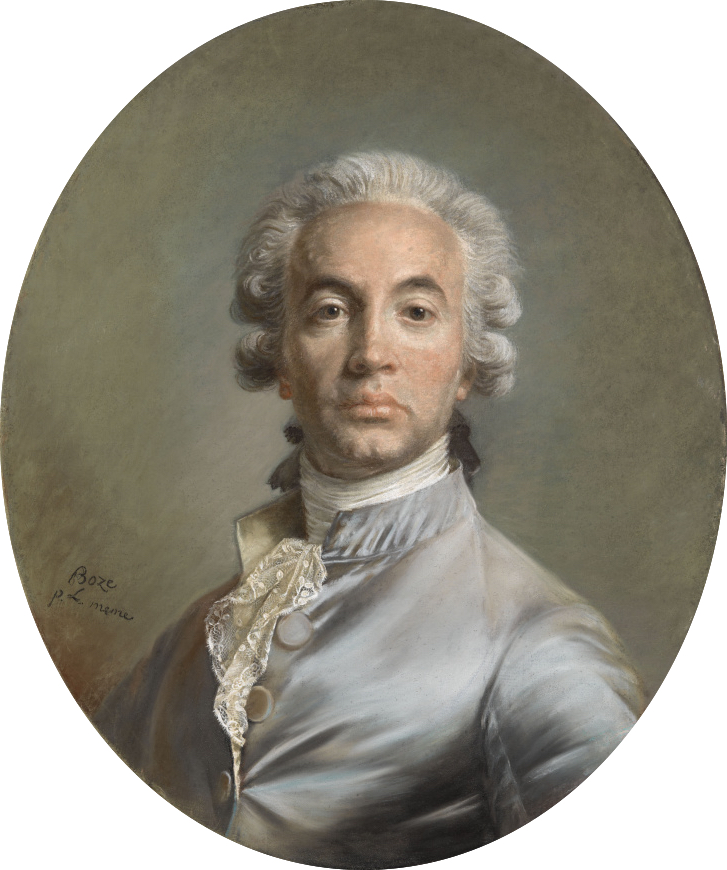
Boze, autoportrait.

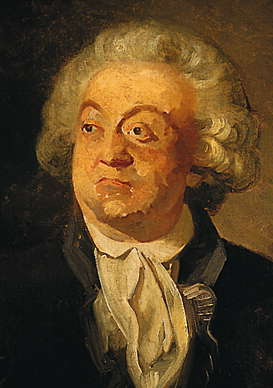
Honoré Gabriel Riqueti de Mirabeau, målad av Joseph Boze.

Joseph Boze, född 1745, död 1826, var en fransk konstnär. 
Boze började studera i Marseille vid 17 års ålder. Hans familj hade traditionellt varit sjömän. Han fick in en fot i  Versailles då kungen såg ett porträtt av Marie-Antoinette som Joseph Boze målat från minnet, 
Runt 1783 porträtterade han Ludvig XVI och blev om nämnd som "peintre breveté de la guerre", Krigets avbildare. Det gav honom en större kundkrets bland politiker och högmän runt om Europa.
Innan han dog vid 81 års ålder hann han prova på många olika saker som att utforma nödbromsar för hästvagnar och fixering av målarfärg.